# Pseudocalyx saccatus
Pseudocalyx saccatus é uma espécie de planta com flor pertencente à família Acanthaceae.
A autoridade científica da espécie é Radlk., tendo sido publicada em Abhandlungen herausgegeben vom Naturwissenschaftlichen Vereins zu Bremen 8: 417. 1883.

## Moçambique
Trata-se de uma espécie presente no território moçambicano, nomeadamente em Niassa, Manica e Sofala (regiões como estão definidas na obra Flora Zambesiaca).
Em termos de naturalidade trata-se de uma espécie nativa.